# Paya Bujok Tunong
Paya Bujok Tunong is een bestuurslaag in het regentschap Langsa van de provincie Atjeh, Indonesië. Paya Bujok Tunong telt 6167 inwoners (volkstelling 2010).